# Mount Cornwell
Mount Cornwell ist ein 2460 m hoher Berg im westantarktischen Ellsworthland. Er ragt 3 km südlich des Mount Washburn an der nordöstlichen Flanke des Newcomer-Gletschers in den Gromshin Heights im nördlichen Teil der Sentinel Range des Ellsworthgebirges auf.
Das Advisory Committee on Antarctic Names benannte ihn 1961 nach James W. Cornwell, Leutnant der Flugstaffel VX-6 der United States Navy, der als Copilot während der Flüge zur Anfertigung von Luftaufnahmen des Gebirges zwischen dem 14. und 15. Dezember 1959 tätig war.